# Лино Каппуччо
Лино Каппуччо (итал. Lino Cappuccio, настоящее имя Леонид Тресковский; 3 июля 1909, Перуджа — 7 июля 1991, Веллетри) — итальянский литератор, переводчик и публицист русского происхождения.

## Биография
Сын итальянского офицера, женившегося на русской женщине во время продолжительной служебной поездки в Санкт-Петербург.
В 1920-е гг. основал во Флоренции «Культурное объединение итальянцев и русских эмигрантов» (итал. Unione culturale tra Italiani ed emigrati russi), выпустил книгу «Да здравствует Святая Русь!» (итал. Viva la Santa Russia!; 1929), сотрудничал как эксперт по православию с региональным отделением YMCA, однако был уволен за растрату. В 1931 г. перебрался в Милан, активно выступал как религиозный и антисоветский публицист, выпустил отдельным изданием воспевающую фашизм поэму «Двадцать восьмое октября» (итал. XXVIII Ottobre; 1931). Напечатал книгу «СССР — царство Антихриста» (итал. U.R.S.S. regno dell'anticristo; 1932), выдержавшую ряд переизданий. В феврале-апреле 1933 года выпустил три номера журнала «Россия», в котором участвовали, в частности, Александр Волконский и Георгий Лукомский; сам Каппуччо опубликовал в журнале, среди прочего, свой перевод пьесы А. П. Чехова «Три сестры». С 31 июля по 24 августа того же года принял участие в групповой туристической поездке в СССР. В течение 1933 года публиковал с продолжением в газете, а затем выпустил отдельным изданием роман «Щит Соломона» («Гексаграмма», итал. L’esagramma) — заметный памятник итальянского антисемитизма, непосредственно основанный в сюжетном отношении на «Протоколах сионских мудрецов» и, среди прочего, трактующий революцию в России как часть мирового еврейского заговора, возглавляемого Львом Троцким — земным воплощением демона Сатаниила. По мнению Ч. Де Микелиса, именно Каппуччо выступил в 1938 году издателем итальянского перевода «Протоколов сионских мудрецов», сделанного Николаем Жеваховым.
В 1934 году Каппуччо совместно с Антонио Мараско выпускал журнал «Новый футуризм» (Nuovo Futurismo). В середине 1930-х гг. опубликовал серию приключенческих романов, среди которых «Пещера ужаса» (итал. La caverna del terrore; 1935), «Остров тайны» (итал. L’isola del mistero; 1936), «Полинезийский пират» (итал. Il pirata della Polinesia; 1936), «Последний из майя» (итал. L’ultimo dei Maya; 1936) и т. д. Затем переключился на популярные книжки об итальянских художниках: Корреджо, Джорджоне, Леонардо да Винчи, Микеланджело, Веронезе, Порденоне, Рафаэле, Тинторетто и Тициане (все вышли в 1939 году). На протяжении 1930-х гг. в переводе Каппуччо вышли также несколько книг за подписью русской монахини Фанни Моисеевой (итал. Fanny Moisseieva) — одна из них, «Мой девятидневный летаргический сон» (итал. Il mio sonno letargico di nove giorni), содержавшая подробное описание апокалиптических видений, посетивших монахиню во время пребывания в коме, многократно переиздавалась и пользуется некоторой популярностью до сих пор.
В 1940 году вышел самый известный труд Каппуччо — книга «СССР. Исторические прецеденты. Внутренняя организация. Внешняя политика» (итал. U.R.S.S. Precedent storici. Organizzazione interna. Politca estera), изданная в серии «Учебники по международной политике» миланского Института изучения международной политики. Изданная на пике дружественных отношений между СССР и германо-итальянским блоком, эта книга утверждала, что «национал-коммунизм» Сталина преодолел в России разрушительное для европейской цивилизации еврейско-советское наследие Ленина и Троцкого, и это делает теперешний российский режим естественным союзником Италии и Германии.
До самого конца войны Каппуччо оставался сторонником фашистского режима, сотрудничал с властями Республики Сало, выступал с пропагандистскими речами по радио (одна из них называлась «Республика против евреев»). 
В послевоенные годы обосновался в Риме, где занимался издательской деятельностью. Опубликовал несколько брошюр по популярной сексологии, в том числе «Искусственное оплодотворение женщины» (итал. La fecondazione artificiale della donna) и «Девять спокойных месяцев» (итал. Nove mesi sereni; обе 1951), а также перевод «Севастопольских рассказов» Л. Н. Толстого (1955).